# Klasa okręgowa (grupa tarnowska II)
Klasa okręgowa, grupa tarnowska II – jedna z 8 grup klasy okręgowej na terenie województwa małopolskiego, która jest rozgrywkami siódmego poziomu ligowego piłki nożnej mężczyzn w Polsce, stanowiąca pośredni szczebel rozgrywkowy między V ligą a Klasą A. 
Zmagania w jej ramach toczą się cyklicznie systemem kołowym. Zwycięzcy grupy uzyskują awans do V ligi, gr. małopolskiej (wschód) zaś najsłabsze zespoły relegowane są do poszczególnych grup klasy A. Organizatorem rozgrywek jest Małopolski Związek Piłki Nożnej (Małopolski ZPN).

## Zwycięzcy i drużyny awansujące
| Sezon                                                                                   | Zwycięzca grupy                 | Pozostałe drużyny awansujące | Źródło |
| --------------------------------------------------------------------------------------- | ------------------------------- | ---------------------------- | ------ |
| 2023/2024                                                                               | KS Nowa Jastrząbka-Żukowice     | Łęgovia Łęg Tarnowski        | [ 1 ]  |
| 2022/2023                                                                               | Unia II Tarnów                  | brak                         | [ 2 ]  |
| 2021/2022                                                                               | GLKS Gromnik                    | Tuchovia Tuchów              | [ 3 ]  |
| Od sezonu 2021/2022 drużyny awansują do V ligi, gr. małopolskiej (wschód)               |                                 |                              |        |
| 2020/2021                                                                               | Dunajec Zakliczyn               | brak                         | [ 4 ]  |
| 2019/2020                                                                               | Metal Tarnów                    | brak                         | [ 5 ]  |
| 2018/2019                                                                               | Wolania Wola Rzędzińska         | brak                         | [ 6 ]  |
| 2017/2018                                                                               | Dunajec Zakliczyn               | brak                         | [ 7 ]  |
| 2016/2017                                                                               | Bruk-Bet Termalica II Nieciecza | brak                         | [ 8 ]  |
| 2015/2016                                                                               | Tarnovia Tarnów                 | brak                         | [ 9 ]  |
| 2014/2015                                                                               | Tuchovia Tuchów                 | brak                         | [ 10 ] |
| W sezonach 2014/2015-2020/2021 drużyny awansowały do IV ligi, gr. małopolskiej (wschód) |                                 |                              |        |